# Jeórjiosz Papahrísztu
Jeórjiosz Papahrísztu (Γεώργιος Παπαχρήστου Görögország, 1883. – ?) az 1906-os nem hivatalos olimpiai játékokon ezüstérmet nyert görög kötélhúzó, atléta

## Sportpályafutása
- Az 1906. évi nyári olimpiai játékokon indult kötélhúzásban. Egyenes kieséses volt a verseny. Az első körben megverték a svédeket, majd a döntőben kikaptak a németektől.
- Indult még kettő atlétika számban, mind a kettő dobószám volt. Az egyik a kőhajítás volt, a másik a diszkoszvetés.